# Cibù cibà/Due ragazzi
Cibù cibà/Due ragazzi è il terzo singolo di Loretta Goggi, pubblicato nel 1970.

## Descrizione
Il primo brano ebbe anche una registrazione video e ne venne realizzata anche una versione in tedesco pubblicata l'anno successivo dalla casa discografica Oversea.

## Tracce
Lato A
1. Cibù cibà – 2:58 (testo: Paolo Limiti e Felice Piccareda – musica: Ivica Krajač e Nikica Kalogjera)

Lato B
1. Due ragazzi – 2:56 (Cino Tortorella e Franco Cassano)